# Miguel Primo de Rivera
Miguel Primo de Rivera, född 8 januari 1870 i Jerez de la Frontera, Spanien, död 16 mars 1930 i Paris, Frankrike, var en spansk general och politiker. Med stöd av kung Alfons XIII grep Primo de Rivera makten 1923 genom en oblodig statskupp. I sju år var han i praktiken Spaniens ledare.

## Biografi
Miguel Primo de Rivera tillhörde en förmögen aristokratfamilj. Som ung officer utmärkte han sig under fälttåget på Kuba och Filippinerna på 1890-talet. 1902 slog han ned ett anarkistiskt uppror i Barcelona. Efter bland annat flera års välmeriterad tjänstgöring i Marocko blev Primo de Rivera 1915 guvernör i Cadiz men tvingades 1917 till avsked sedan han på ett uppseendeväckande sätt kritiserat regeringens Marockopolitik. 1921 blev han medlem av senaten och uppträdde även här som en frimodig kritiker. 1922 blev Primo de Rivera generalkapten i Katalonien med dess oroliga huvudstad Barcelona. Härifrån genomförde han 13 september 1923 i samförstånd med Alfons XIII den oblodiga militärkupp varigenom den parlamentariska regeringen sattes ur spel och Primo de Rivera själv som chef för ett militärdirektorium trädde i spetsen för en militärjunta.
Primo de Rivera hade en vision om att de politiska oroligheterna i landet skulle lugna ned sig om alla bara kunde enas under ett enda parti. Han grundade följaktligen Unión Patriótica (Patriotiska förbundet) under sin egen regeringsperiod. Även om detta parti aldrig blev betydelsefullt lyckades han dock tillfälligtvis stilla oroligheterna, vilket bland annat innebar att han lät representanter för arbetarklassen delta i regeringen. UGT:s generalsekreterare Francisco Largo Caballero utsågs till minister med uppgiften att lösa tvister mellan arbetare och arbetsgivare. Han lyckades även slå ned det marockanska upproret, lett av Abd el-Krim, vilket gjorde honom populär.
I december 1925 omorganiserade Primo de Rivera regeringen till den "civila diktaturen" där både militärer och civila ingick. Hans omfattande projekt med att knyta den spanska pesetan till guldmyntfoten, bygga vattendammar och vägbyggen och liknande projekt fick emellertid den spanska ekonomin att rasa, vilket slutligen tvingade honom att avgå.
Den 28 januari 1930 lämnade han in sin avskedsansökan till kung Alfonso XIII (som under hela tiden hade förblivit statsöverhuvud) och flydde till Frankrike. Ett par veckor senare avled han i Paris.
Primo de Riveras äldste son, José Antonio Primo de Rivera, grundade Falange Española (Spanska falangen) den 29 oktober 1933. Partiet var fascistiskt men hade inte särskilt många medlemmar. Det gick 1934 samman med Juntas de Ofensiva Nacional-Sindicalista. Under kriget skulle det komma att stå på den revolterande fascistiska sidan, ledd av Francisco Franco.
Antony Beevor beskriver honom i boken Spanska inbördeskriget (2006) som "på sätt och vis en andalusisk version av de hårdföra, dryckesglada godsägarna under den engelska 'regentskapsperioden' (Regency)" med en "fullkomligt nyckfull syn på rättvisa och försökte ofta spela Salomo." Beevor tillägger att "Under hans diktatur förekom det dock förhållandevis ringa polisbrutalitet."

## Utmärkelser
- Storkors av Sankt Ferdinands orden,  1894[12]
- Storkors av Militärförtjänstorden med rött band,  1913[13]
- Storkors av Sankt Hermenegilds orden,  1925[14]
- Storkors av Sankt Ferdinands orden,  1925[15]
- Hijo Adoptivo de Bilbao,  1925[16][17]
- Vita lejonets orden,  1925[18]
- Spaniens medalj för arbetsförtjänst,  1927[19]
- Storkors av Kristi militärorden,  1927[20]
- Kedja av Isabella den katolskas orden,  1929[21][22]
- Storkorset av Torn- och svärdsorden,  1929[23]
- Chilenska förtjänstorden
- Avizorden
- Vita örnens orden
- Dannebrogorden
- Calatravaorden
- Storkors av Hederslegionen
- Storkors av Marinförtjänstorden
- Storkorset av Finlands Vita Ros’ orden[24]

[Redigera Wikidata]